# 广都、成都之战
广都、成都之战，东汉建武十一年（35年）十二月至建武十二年（36年）十一月，东汉灭蜀之战时，大司马吴汉率军在广都（今四川成都市南岷江东北岸）、成都击败公孙述建立的成家政权主力的战役。
建武十一年（35年）十二月，吴汉率三万军队逆长江而上进入巴蜀。在鱼涪津击败公孙述属下的魏党、公孙永。围攻武阳，斩杀成家将领史兴，歼灭所部。进入犍为，攻克广都，轻骑攻入成都市桥。成家将兵多有叛逃。汉军急于求胜，没有听汉光武帝“坚据广都，待敌来攻”的战略，吴汉亲率步骑二万攻打成都。在锦江北岸扎营，距城十余里。再派刘尚率万余士兵驻屯在锦江南岸。建武十二年（36年）九月，公孙述派大司徒谢非、执金吾袁吉率军十余万反击吴汉，派其他将领率军一万余人牵制刘尚。吳汉败退回营，谢非率军包围吴汉，吴汉在营中三日不出，多竖旗帜，施放烟火，迷惑敌军，乘夜逃走，在锦江之南和刘尚军会合。天亮后谢非分兵监视锦江之北，亲率主力攻锦江之南。汉军集中主力迎击，成家军大败，谢丰、袁吉战死。吴汉留下刘尚抵御成家军，自己回到广都，在广都、成都之间作战，兵临成都城下。此时，冯骏攻下江州，俘获田戎。臧宫在沅水击败延岑，万余成家军溺死或者被汉军斩首。延岑败回成都，余者投降。臧宫乘胜追击，降者十余万投降，平阳（今四川省三台县）守将王元率军投降，臧宫率军从北面逼近成都。公孙述招募五千余敢死士交给延岑进攻吴汉。延岑在成都市桥布起旗帜，鸣鼓挑战，暗调奇兵袭击吳汉之后，吴汉大败。吴汉把精锐藏起来示弱，诱使公孙述出击。公孙述派延岑攻打臧宫，亲自率领数万军队攻打吳汉。公孙述率军从早上打到中午没有吃饭，吴汉知道他们疲惫，派数万精锐突击，成家军大乱，公孙述伤死。延岑在次日举城投降。